# 上士幌駅

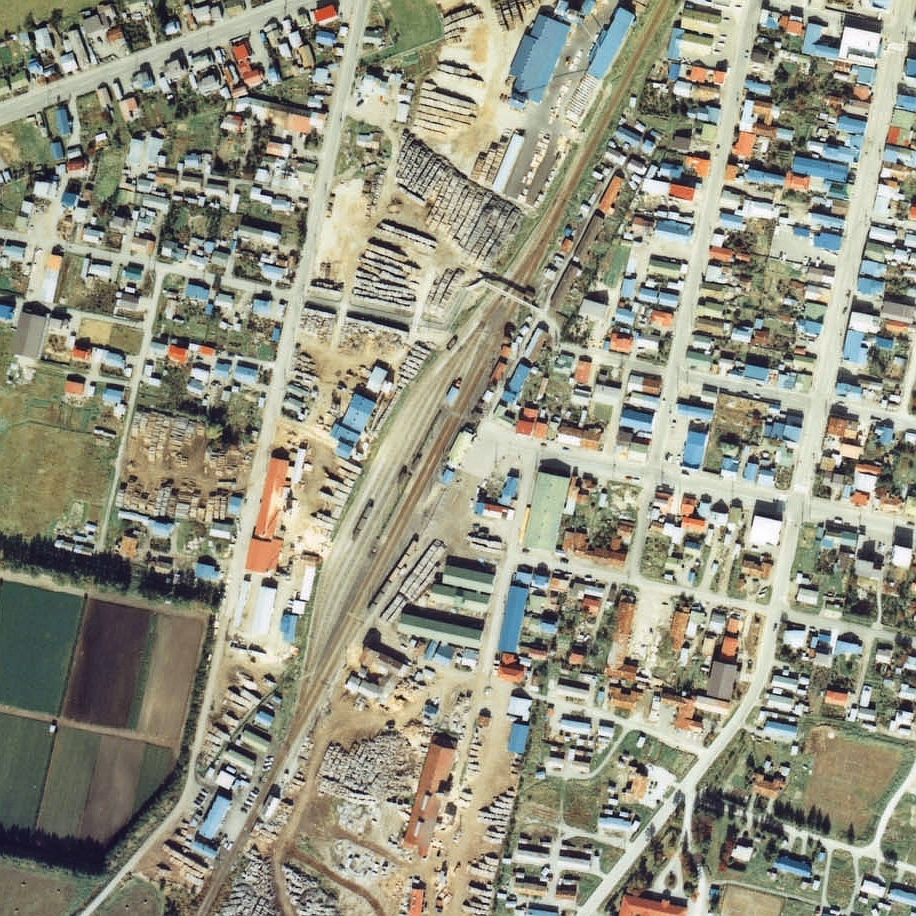
1977年の上士幌駅と周囲約500m範囲。上が糠平方面。相対式ホーム2面2線で相対側ホーム上に見える待合室より帯広側が切り欠き状に細くなっている。糠平側は水色屋根の車庫と保線車両が見える。駅裏側に5本の仕分線、駅舎横の貨物ホームに引込み線、駅を挟んで上下点対称に設置された木工所のヤード前へ、それぞれ引込み線が伸びている。左下の斜めの道とその延長上の深緑の線は、かつての北海道拓殖鉄道の軌道に一致する。

上士幌駅（かみしほろえき）は、かつて北海道河東郡上士幌町字上士幌に設置されていた、日本国有鉄道（国鉄）士幌線の駅である。電報略号はミシ。事務管理コードは▲111408。

## 歴史
- 1926年（大正15年）
  - 7月10日：国有鉄道士幌線 士幌 - 当駅間の開通により開業。一般駅[2]。
  - - 王子製紙、上士幌36-37号の音更川流送木材陸揚網羽から当駅土場へ馬車軌道敷設[3]。
- 1930年（昭和5年）3月31日：蒸気ロコモチーブクレーン設置[4]。
- 1931年（昭和6年）
  - 11月15日： 北海道拓殖鉄道 中音更 - 当駅間が開業。
  - 王子製紙流送木材陸揚網羽が上士幌48号付近に移動。馬車軌道も移動[3]。
- 1935年（昭和10年）11月26日：士幌線 当駅 - 清水谷間の開通により中間駅となる[5]。
- 1941年（昭和16年）：王子製紙、木材流送廃止。馬車軌道廃止[3]。
- 1949年（昭和24年）8月31日：北海道拓殖鉄道 東瓜幕 - 当駅間運行停止。
- 1951年（昭和26年）9月20日：幌加駅で貨車の逸走事故があり、約30 km離れた当駅まで逸走し、枕木に衝突させて強制停止[6][7]。
- 1956年（昭和31年）7月3日：当駅で入換中の丸太木材を満載した貨車が逸走し、士幌駅 - 上士幌駅間で下り旅客気動車列車と正面衝突。死者5名[8][9]。
- 1982年（昭和57年）11月15日：車扱貨物の取り扱いを廃止[2]。
- 1984年（昭和59年）2月1日：荷物の取り扱いを廃止[2]。
- 1987年（昭和62年）3月23日：士幌線の全線廃止に伴い、廃駅となる[2]。

### 駅名の由来
士幌川の上流域に位置することから。

## 駅の構造
2面2線の相対式ホームを有する列車行き違い可能駅で、側線を数多く有した。

## 駅周辺
- 北海道道418号上士幌停車場線
- 国道241号・国道273号
- 上士幌町役場
- 帯広警察署上士幌駐在所
- 上士幌郵便局
- 帯広信用金庫上士幌支店
- 上士幌町農業協同組合（JA上士幌町）
- 北海道上士幌高等学校
- 北海道拓殖バス上士幌営業所
- 十勝バス、北海道拓殖バス「上士幌農協前」「ハレタかみしほろ」停留所

## 駅跡地
現状は「交通公園」となっている。かつては客車が留置されていたが、老朽化により撤去されている。公園内には、2012年（平成24年）4月28日より交流施設が新設されている。

## 隣の駅
日本国有鉄道
士幌線
北平和駅 - 上士幌駅 - 萩ヶ岡駅

### かつて存在した路線
北海道拓殖鉄道
北海道拓殖鉄道線（廃止）
中音更駅 - 上士幌駅